# Георгиос Дзидзикостас
Георгиос Апостолу Дзидзикостас (на гръцки: Γεώργιος Αποστόλου Τζιτζικώστας) е гръцки политик, депутат от Солун от Нова демокрация, заместник-министър на земеделието (1976 - 1977) и на стопанското координиране (1981) и министър на Македония и Тракия (1990-1991).

## Биография
Роден е в 1941 година в Атина, но по произход е от македонското солунско село Кангалич (на гръцки Врахия). Учи право в Солун и икономика в Париж. За пръв път е избран за депутат от Голям Солун в 1974 година. Преизбран е през 1977, 1981, 1985, юни 1989, ноември 1989, 1990, 1993 и 1996 година от II Солунски избирателен район. На изборите през 1996 година събира 16 188 гласа. В 2000 година, докато е в болница, отново се кандидатира, но не е избран.
От 21 ноември 1974 до 21 октомври 1977 година е заместник-министър на земеделието в правителството на Константинос Караманлис. В правителството на Георгиос Ралис е заместник-министър на стопанското координиране от 29 юни 1981 до 17 септември 1981 година. В периода 11 април 1990 - 8 август 1991 година е министър на Македония и Тракия в кабинета на Константинос Мицотакис от Нова демокрация.
Умира от рак на 7 юни 2000 година. Погребан е в Кангалич. Синът му Апостолос Дзидзикостас също е политик – областен управител и депутат.